# Bahnstrecke Hodonín–Holíč nad Moravou
| Kursbuchstrecke (SŽ): | 332 (2004)           |                                      |                                      |
| Kursbuchstrecke (ZSSK): | 115 (2004)           |                                      |                                      |
| Streckenlänge: | 6,223 km             |                                      |                                      |
| Spurweite: | 1435 mm (Normalspur) |                                      |                                      |
| Streckenklasse: | D4 (2006)            |                                      |                                      |
| Stromsystem: | 25 kV / 50 Hz ~      |                                      |                                      |
| Streckengeschwindigkeit: | 60 km/h              |                                      |                                      |
| |                      |                                      |                                      |
| \| \| \| von (Kraków–) Bohumín (vorm. KFNB) \| \| \| \| 0,345 \| Hodonín \| Hodonín \| \| \| \| nach Břeclav (–Wien) (vorm. KFNB) \| \| \| \| 2,100 \| Hodonín zastávka \| Hodonín zastávka \| \| \| \| Stará Morava \| \| \| \| 3,009 \| Staatsgrenze Tschechien–Slowakei \| Staatsgrenze Tschechien–Slowakei \| \| \| \| von Skalica \| \| \| \| 6,223 \| Holíč nad Moravou \| Holíč nad Moravou \| \| \| \| nach Devínska Nová Ves (–Bratislava) \| \| |                      |                                      |                                      |
| Strecke |                      | von (Kraków–) Bohumín (vorm. KFNB)   | von (Kraków–) Bohumín (vorm. KFNB)   |
| Bahnhof | 0,345                | Hodonín                              | Hodonín                              |
| Abzweig geradeaus und nach rechts |                      | nach Břeclav (–Wien) (vorm. KFNB)    | nach Břeclav (–Wien) (vorm. KFNB)    |
| Haltepunkt / Haltestelle | 2,100                | Hodonín zastávka                     | Hodonín zastávka                     |
| Brücke über Wasserlauf |                      | Stará Morava                         | Stará Morava                         |
| Grenze | 3,009                | Staatsgrenze Tschechien–Slowakei     | Staatsgrenze Tschechien–Slowakei     |
| Abzweig geradeaus und von links |                      | von Skalica                          | von Skalica                          |
| Bahnhof | 6,223                | Holíč nad Moravou                    | Holíč nad Moravou                    |
| Strecke |                      | nach Devínska Nová Ves (–Bratislava) | nach Devínska Nová Ves (–Bratislava) |

Die Bahnstrecke Hodonín–Holíč nad Moravou ist eine eingleisige, elektrifizierte Eisenbahnverbindung in Tschechien und der Slowakei. Die kurze Strecke zweigt in Hodonín von der Bahnstrecke Břeclav–Bohumín ab, überquert den Grenzfluss March (Morava) und mündet in Holíč in die Bahnstrecke Devínska Nová Ves–Skalica ein.

## Geschichte
Ihren Ursprung hat die heutige Hauptbahn zwischen Hodonín und Holíč in einer Lokalbahn, die seit 1889 vom Bahnhof Göding (heute: Hodonín) als Anschlussbahn zur dortigen Tabakfabrik führte. Am 19. März 1888 erhielt die Aktiengesellschaft der k.k. priv. Kaiser Ferdinands-Nordbahn die Konzession für den Bau und Betrieb der Lokalbahn „von Göding zu der dortigen Ärarialtabakfabrik“. Am 17. Jänner 1889 wurde die nur dem Güterverkehr dienende Lokalbahn in Betrieb genommen.
Die Fortsetzung der bestehenden Strecke über die nahe mährische Landesgrenze nach Holics in Ungarn wurde am 3. Oktober 1890 genehmigt. In der Konzessionsurkunde wurde die Gesellschaft verpflichtet, den Personenverkehr einzuführen und die neue Bahn gleichzeitig mit der ungarischen Anschlussstrecke fertigzustellen. Aus heutiger Sicht kurios mutet die Festlegung an, „daß die Übersetzung des Marchflusses und dessen Inundationsgebietes provisorisch mittels hölzerner Brücken erfolgen darf.“
Am 18. Juni 1891 wurde die kurze grenzüberschreitende Lokalbahn in Betrieb genommen. Im Jahr 1906 wurde die 
k.k. priv. Kaiser Ferdinands-Nordbahn verstaatlicht und die Strecke ging ins Eigentum der k.k. Staatsbahnen über.
Nach der Gründung der Tschechoslowakei nach dem Ersten Weltkrieg gehörte die verkehrliche Verbindung der beiden Landesteile Böhmen/Mähren und Slowakei zu den wichtigsten Aufgaben des jungen Staates. In dem Zusammenhang wurde auch die Lokalbahn zu einer Hauptbahn ausgebaut.

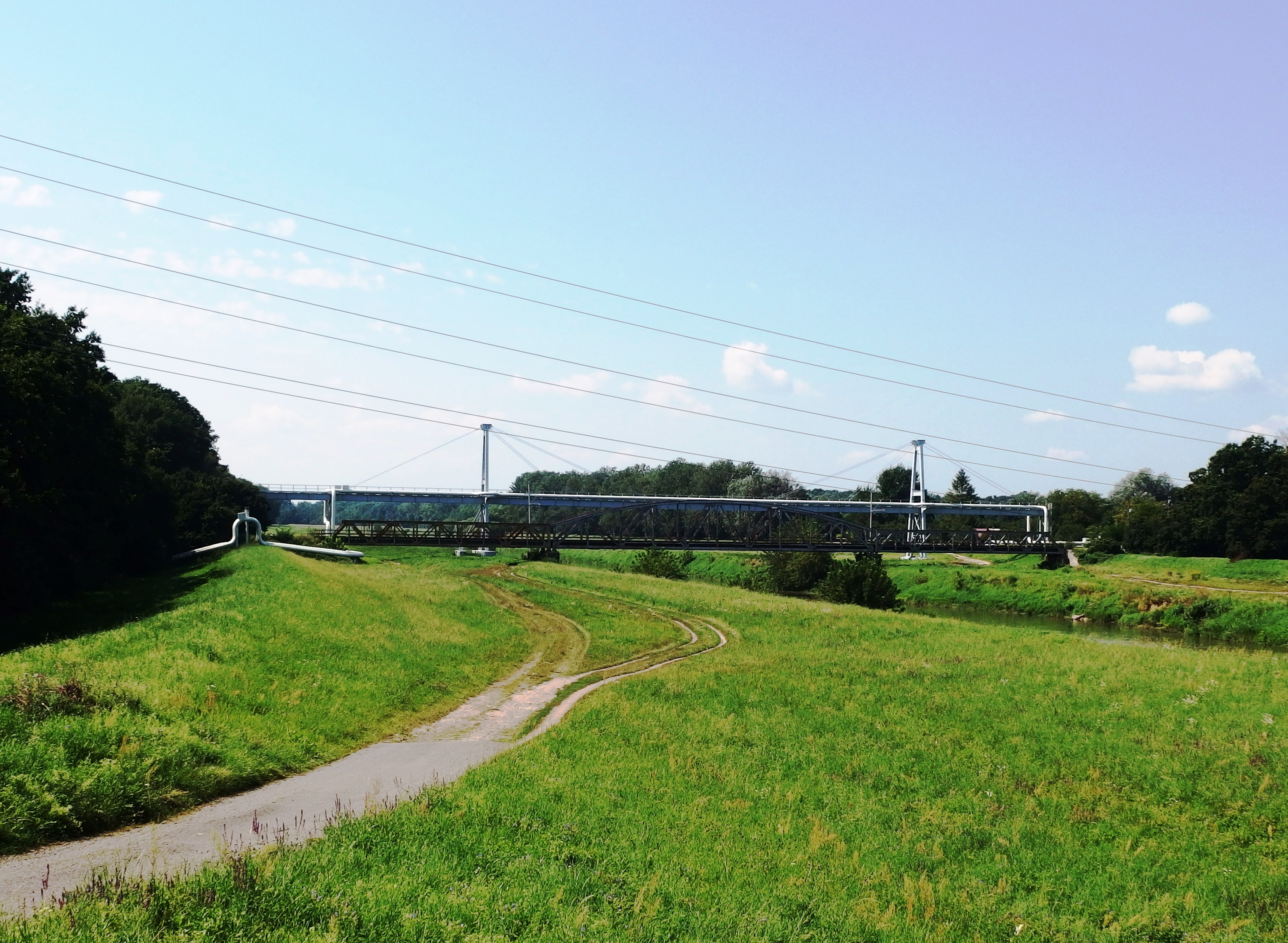
Brücke über die kanalisierte March und die Staatsgrenze (2020)

Ende der 1980er Jahre wurde die Strecke mit Wechselspannung 25 kV, 50 Hz elektrifiziert. Am 3. November 1987 wurde der elektrische Zugbetrieb aufgenommen.
Zum Fahrplanwechsel zum 12. Dezember 2004 wurde der Reiseverkehr auf der Strecke eingestellt.
Vom 22. Juli bis 31. Oktober 2019 verkehrten nach fast 15 Jahren wieder Züge des öffentlichen Personennahverkehrs. Grund war die Vollsperrung der Straße I/51 wegen Bauarbeiten an der Grenzbrücke, bei der eine Umleitung der dort verkehrenden Überlandbuslinie nicht möglich war. Als Ersatz fuhren zwischen Hodonín und Holíč nad Moravou werktags zehn und am Wochenende sechs Personenzugpaare, die auch in  Hodonín zastávka hielten. Zum Einsatz kam ein Triebwagen der Baureihe 809/810.
Nach der Sperrung der Bahnstrecke Břeclav–Petrovice u Karviné zwischen Břeclav und Hodonín infolge eines schweren Unwetters  verkehrten ab 25. Juni 2021 auf der ansonsten verkehrslosen Strecke wieder Güterzüge. Dafür wurde am 28. Juni 2021 auch die seit längerer Zeit abgeschaltete Fahrleitung mit Spannung versorgt, so dass die Züge durchgängig mit elektrischen Triebfahrzeugen befördert werden können.